# Mena, Ukraina
Mena (ukrainska: Мена lyssna (fil), ryska: Мена) är en stad i Tjernihiv oblast i norra Ukraina. Staden ligger cirka 64 kilometer öster om Tjernihiv. Mena beräknades ha 10 935 invånare i januari 2022.

## Historia
Mena omnämns i historiska dokument redan år 1066. Under 1000–1200-talen var det ett viktigt handelscentrum, som skyddades av ett stort fort. Under 1600-talet var det en befäst stad och under Bogdan Chmelnytskyj styre var staden centrum för Tjernihivregementet. I slutet av 1600-talet fick staden rättigheter enligt Magdeburgrätten.

## Ekonomi
Huvuddelen av industrin utgörs av livsmedelsföretag.

## Bildgalleri

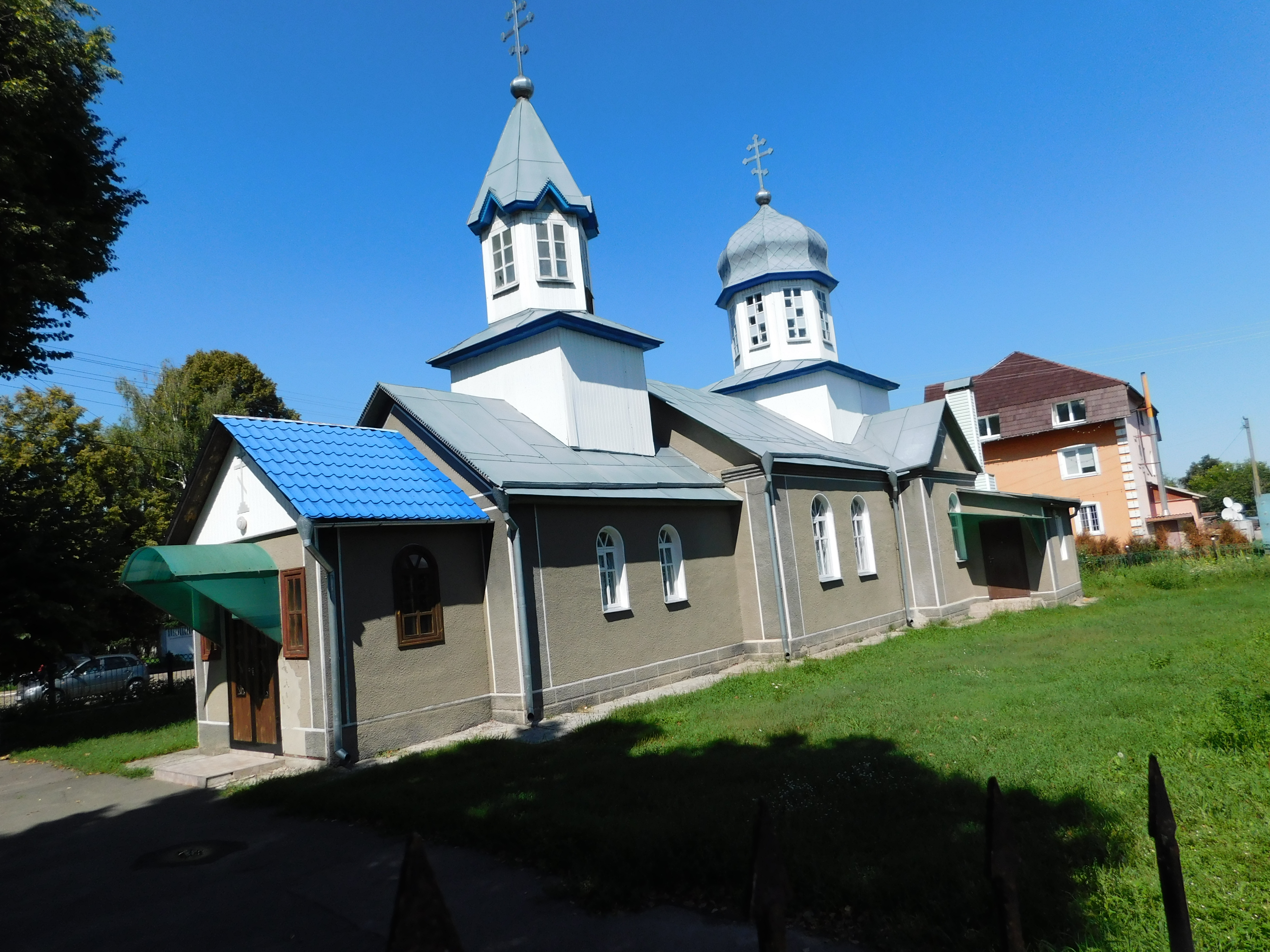
Heliga Treenighetens kyrka.
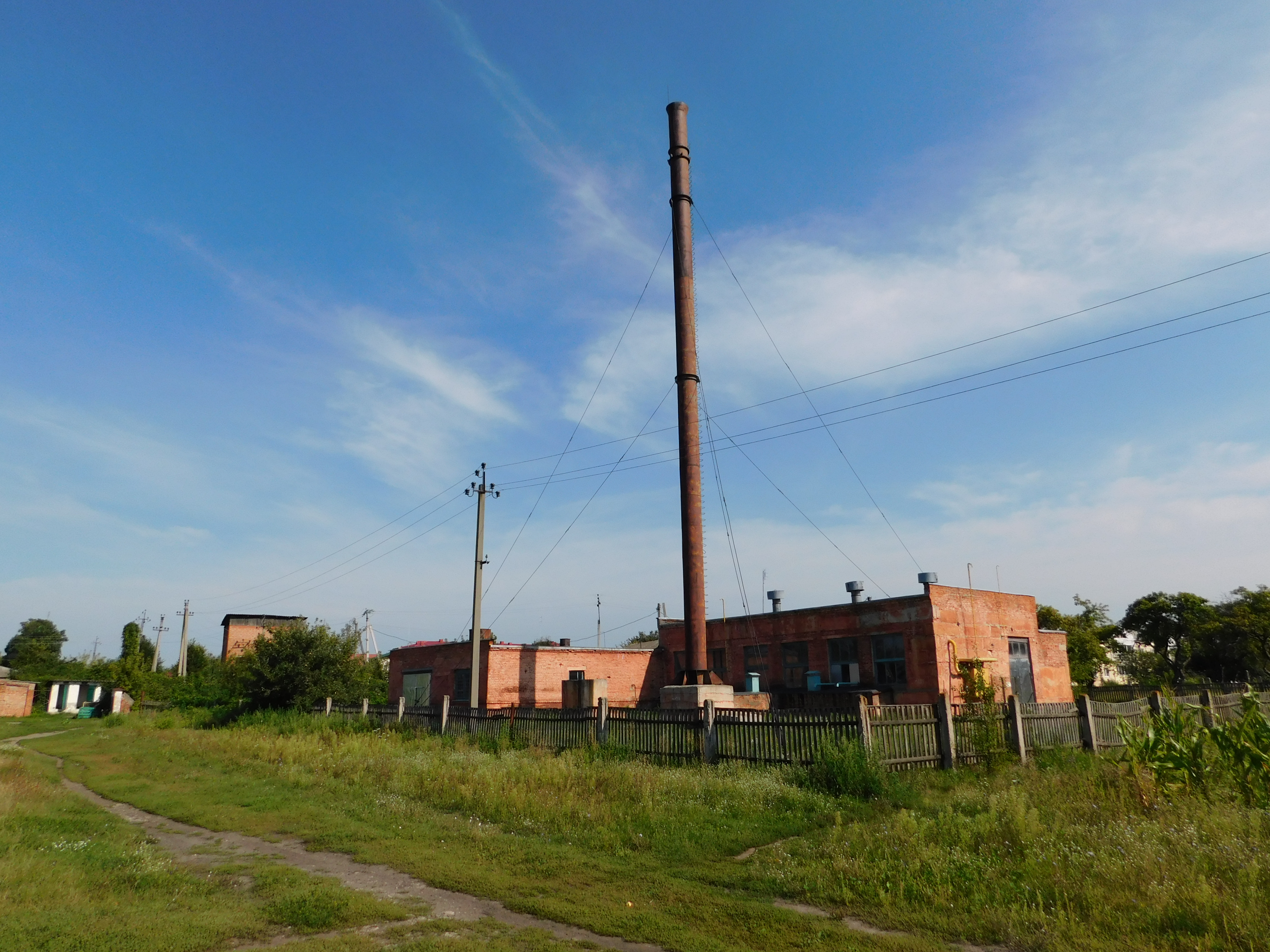
Fabrik.
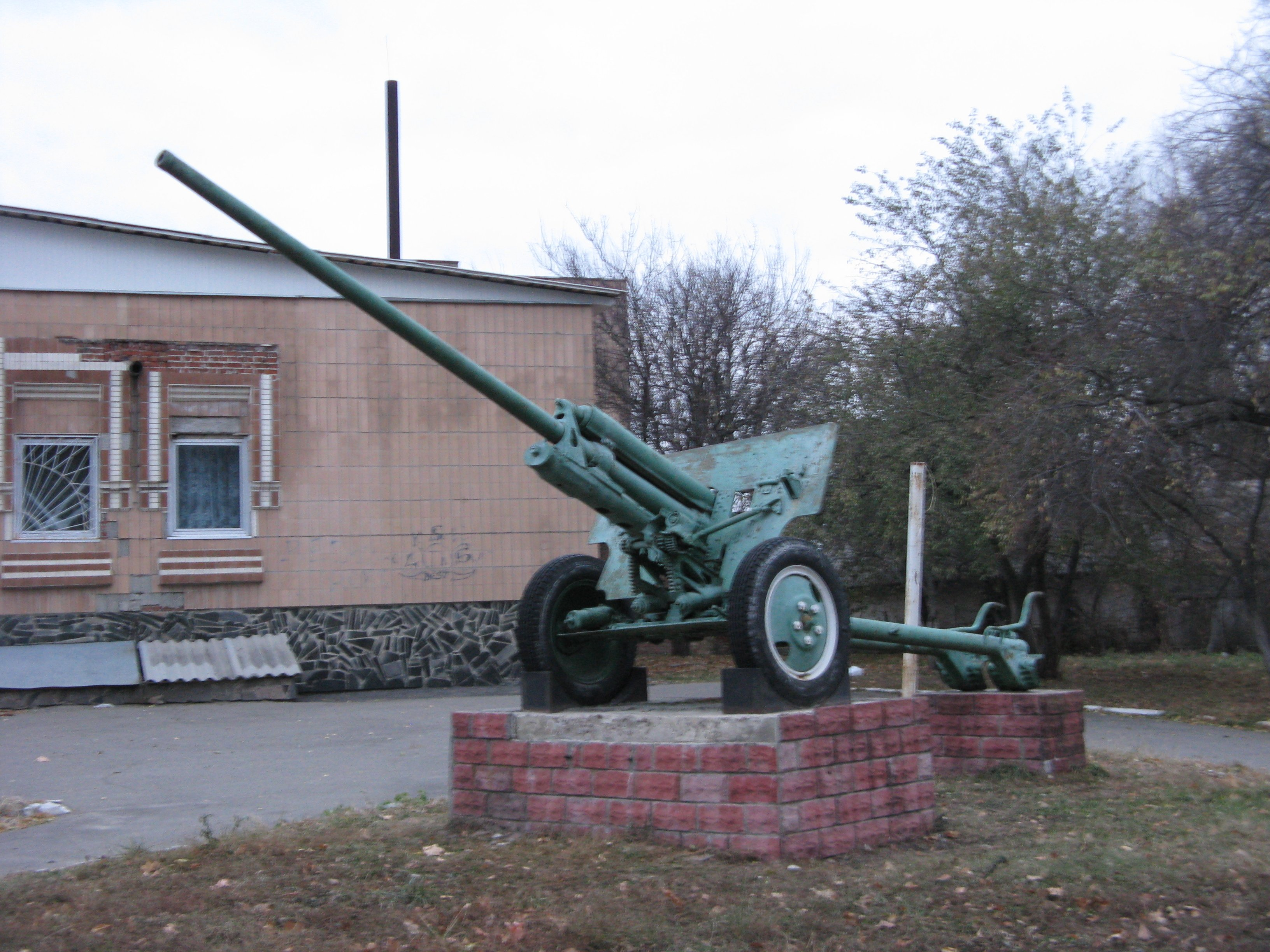
Monument.